# Das fast normale Leben
Das fast normale Leben ist ein deutscher Dokumentarfilm von Stefan Sick aus dem Jahr 2025.

## Inhalt
In einer Wohngruppe für Mädchen verarbeiten die Bewohnerinnen ihre Traumata. Ohne ihre Eltern suchen sie nach Akzeptanz und Geborgenheit im Leben.

## Produktion
Der Film feierte beim DOK.fest München im Mai 2025 Premiere. Die Produzentinnen Ulla Lehmann und Andrea Roggon erhielten beim DOK.fest den Produktionspreis der Verwertungsgesellschaft der Film- und Fernsehproduzenten.

## Rezeption
Bianka Piringer von Kinozeit: „Vielleicht hätte der Film prägnanter, vor allem auch strukturierter sein können, und auch die beachtliche Länge von 135 Minuten erscheint nicht zwingend. Die Einblicke in das alltägliche Auf und Ab in der Wohngruppe, den mühsamen Weg der Stabilisierung in Not geratener junger Menschen sind dennoch informativ und berührend.“

## Auszeichnungen
- 2025: DOK.fest-München-Nominierung für den DOK.deutsch-Preis
- 2025: DOKfest München Ulla Lehmann und Andrea Roggon den VFF Dokumentarfilm-Produktionspreis